# ON THE ROAD "FILMS"
『ON THE ROAD "FILMS"』（オン・ザ・ロード・フィルムス）は、1989年5月21日に発売された浜田省吾初の映像作品。

## 概要
浜田がバンドでのデビューから15年目にして初のビデオ発売であった。「ライブとライブビデオは全くの別物」と考える浜田にとって、なかなかビデオ作品を出すことに積極的になれなかったが、集められた映像を観て制作を決断した。
主に1988年ツアー『ON THE ROAD '88 "FATHER'S SON"』からのライブ映像を収録。特に1988年、52,000人以上を集めた渚園での野外ライブ『A PLACE IN THE SUN '88 at 渚園』の映像が中心となっている。
「ON THE ROAD」と名付けられた、1982年から始まったコンサート・ツアーの歴史を振り返るショート・フィルムも収録。
収録日は1988年5月15日・代々木オリンピックプール 、8月20日・渚園、11月19日・有明MZA、1989年1月26日・名古屋レインボーホール。
最終曲目「ON THE ROAD」の演奏が終わった後、浜田のMCで「ここで10分くらいの短い休憩を取ります」から始まる台詞でエンディングを迎える。
またエンディングで流れる「THEME OF SAKURA」は、ディレクターの須藤晃とソニーの盛田昭夫会長との会話から「国歌になるような歌を作ってほしい」依頼を受け、国歌を作る意識で制作された。長らくCD未収録だったが2010年10月6日発売『The Best of Shogo Hamada vol.3 The Last Weekend』でリメイク版が初収録された。
同年秋発売のセルフカバー・バラード・セレクション『Wasted Tears』とW購入するとプレゼントがもらえる応募券が封入されていた。
2000年にリマスタリングが施され、DVDにて再発された。2005年に廉価版がトール・ケース仕様にて再発された。どちらもチャート・インを記録している。

## 収録曲
1. Opening：THEME OF FATHER'S SON
2. A PLACE IN THE SUN
A PLACE IN THE SUN '88 at 渚園
3. 路地裏の少年
A PLACE IN THE SUN '88 at 渚園
4. 終りなき疾走
A PLACE IN THE SUN '88 at 渚園
5. いつかもうすぐ
ON THE ROAD '88 at 国立代々木オリンピックプール
6. AMERICA
ON THE ROAD '88 at 国立代々木オリンピックプール
7. HELLO ROCK&ROLL CITY
ON THE ROAD '88 at 有明MZA
8. Tour Scraps
ON THE ROAD '82〜'86 までのドキュメンタリー風フィルム
9. MONEY
ON THE ROAD '88 at 名古屋レインボーホール
10. DANCE
ON THE ROAD '88 at 名古屋レインボーホール
11. 片想い
ON THE ROAD '88 at 名古屋レインボーホール
12. Medley：明日なき世代〜八月の歌〜BIG BOY BLUES
ON THE ROAD '88 at 名古屋レインボーホール
13. こんな夜はI MISS YOU (Video Clip)
スタジオライブ
14. 愛のかけひき
A PLACE IN THE SUN '88 at 渚園
15. 丘の上の愛
A PLACE IN THE SUN '88 at 渚園
16. J.BOY
A PLACE IN THE SUN '88 at 渚園
17. DARKNESS IN THE HEART
A PLACE IN THE SUN '88 at 渚園
18. ON THE ROAD
ON THE ROAD '88 at 名古屋レインボーホール
19. Closing：THEME OF SAKURA

## 参加ミュージシャン
- 浜田省吾 - Vocal , Guitar & Harmonica
- 町支寛二 - Guitar & Backing vocal
- 水谷公生 - Guitar
- 板倉雅一 - Keyboards & Backing vocal
- 梁邦彦 - Keyboards & Backing vocal
- 江澤宏明 - Bass & Backing vocal
- 古村敏比古 - Saxophone , Flute & Backing vocal
- 小林正弘 - Trumpet
- 高橋伸之 - Drums